# Josef Břicháček
Josef Břicháček (8. listopadu 1928, Předbořice – 10. června 2004, Stará Boleslav) byl český římskokatolický kněz, redemptorista.

## Život
V letech 1934–1939 navštěvoval obecnou školu v Předbořicích a v letech 1939–1943 měšťanskou školu v Petrovicích u Sedlčan. V letech 1943–1945 pracoval u svých rodičů v zemědělství v Předbořicích.
V letech 1945–1948 studoval v Libějovicích. Roku 1948 vstoupil do noviciátu redemptoristů v Července a roku 1949 složil časné sliby.
Po záboru klášterů nastoupil v září roku 1950 vojenskou službu u PTP v Komárně a na Sliači na Slovensku. V letech 1951–1952 dostudoval na gymnáziu v Českých Budějovicích. Poté opět sloužil v PTP v Klecanech, v Praze a v Trenčíně.
Po návratu v roce 1954 pracoval do roku 1956 u svého bratra v zemědělství a od roku 1956 byl zaměstnán na stavbě přehrady Orlík jako účetní.
V letech 1963–1967 studoval teologii v Litoměřicích a dne 25. června 1967 byl vysvěcen na kněze.
Jako kaplan působil v letech 1967–1969 v Pelhřimově, Veselé a Častrově, od roku 1969 byl administrátorem ve Kdyni, na Hyršově a na Tanaberku a v letech 1974–1990 spravoval farnost Zavlekov, Nalžovské Hory a Hradešice. Zde působil během šestnácti let také v jiných farnostech na širokém území od Horažďovic až k Železné Rudě včetně duchovního vedení řeholních sester.
Roku 1990 byl povolán pražským arcibiskupem a kardinálem Františkem Tomáškem, aby spolu s dalšími spolubratry obnovil komunitu redemptoristů na Svaté Hoře. V letech 1990–1999 byl nejprve administrátorem a později farářem na Svaté Hoře a spravoval farnost Třebsko. Byl také činný jako exercitátor. Do života pražské provincie redemptoristů se v té době také zapsal jako konzultor.
Po provinciální kapitule v roce 1999 působil v duchovní správě v Pelhřimově a okolí a od roku 2001 byl činný jako správce poutního místa Lomec, duchovní správce Šedých sester III. Řádu sv. Františka a administrátor v Chelčicích. Na Lomci jej zastihla těžká nemoc, takže musel být umístěn do Charitního domova pro duchovní ve Staré Boleslavi, kde také zemřel.